# Плявнієкі
Пля́внієкі (латис. Pļavnieki, дослівно — Лужки) — спальний район у Латгальському передмісті Риги, на південно-східній околиці міста. Один з найбільших мікрорайонів міста за кількістю населення (48 167 осіб, 2010) та його щільністю — 160 осіб/га.

## Опис
Район Плявнієкі займає площу 2,985 км². Загальна довжина вулиць району по периметру — 7 664 м.
На заході межує з Дарцзіємсом, на півночі — з Пурцвіємсом та Дрейліні, на півдні — з районом Шкіротава. По східній околиці Плявнієків частково проходить міська межа.

## Історія
Територія нинішніх Плявнієків увійшла до складу Риги в 1974 році. До цього тут знаходились землі сільськогосподарського призначення (звідси й назва району). Проект планування району був розроблений у 1978 році. Головні архітектори: А. Аболиньш, Евалдс Фоґеліс, Ґунта Лукстиня, Аліда Озолиня та Лілія Сашко.
Основна забудова району належить до 80-х років XX століття і, окрім однієї 18-поверхової будівлі, являє собою 9-ти та 16-поверхові будинки.
Нині Плявнієкі вважаються досить престижним мікрорайоном, порівняно з іншими спальними районами Риги, оскільки вони забудовані житловими будинками вдосконаленої 119-ї серії. Крім того, в Плявнієках розвинена інфраструктура, тут знаходиться чимало торгових центрів та розважальних закладів, багато зелених насаджень.

## Цікаві місця
- «Будинок-морквина» (латис. Burkāns)
- Пам'ятник «Згрібальниці» (1997)
- Скульптура матері й дитини (1983)

## Транспорт
Автобуси: № № 3, 6, 13, 15, 20, 31, 34, 47, 48, 51, 52.
Тролейбуси: № № 16, 22.
Маршрутні таксі: № № 203, 204, 208, 212, 212A, 213, 220, 222, 270.